# Acacia Valley
Acacia Valley – dolina w Kanadzie, na terenie Nowej Szkocji i hrabstwa Digby, położona na południe od miasta Digby.